# John Adam (aktor)
John Adam – australijski aktor. Znany przede wszystkim z roli w horrorze Tajemnica domu przy Gantry Row, gdzie wystąpił u boku Rebekki Gibney, a także z roli Luke’a Cunninghama w serialu Zatoka serc.

## Filmografia
Role filmowe:
- 1975: The Olive Tree
- 1988: A Waltz Through the Hills jako starzec
- 1998: Cherish jako pierwszy człowiek
- 1998: Zbuntowany klon jako Mozser
- 2002: Tajemnica domu przy Gantry Row jako Peter

Role w serialach TV:
- 1988: Zatoka serc (1988) jako Luke Cunningham
- 1996–2001: Szczury wodne jako Michael Jeffries (gościnnie)
- 1998–2009: Cena życia jako dr Tom Snowden (gościnnie)
- 1999–2002: Ucieczka w kosmos jako Bekhesh (gościnnie)
- 1999–2002: Zaginiony świat jako Cha-Zu (gościnnie)
- 2004: Ucieczka w kosmos i wojny rozjemców jako sierżant Learko/ Porucznik Jatog
- 2007–2011: City Homicide jako Nick Buchanan
- 2013: Sąsiedzi jako Don Cutter